# Conservatoire à rayonnement régional de Saint-Étienne
 (août 2025).
Le conservatoire à rayonnement régional de Saint-Étienne (également appelé conservatoire Jules-Massenet de Saint-Étienne) est un conservatoire à rayonnement régional, établissement d'enseignement artistique agréé et contrôlé par l'État (Direction générale de la Création artistique du ministère de la Culture et de la Communication), représenté par la direction régionale des Affaires culturelles (DRAC). Il propose trois spécialités, musique, chorégraphie et art dramatique. Il est situé à Saint-Étienne (Loire, France).

## Histoire
La création du conservatoire de 1883. Avant cette date, des cours de musiques subventionnés par la municipalité (dès 1839), puis une école de musique éphémère (1867-1871) assuraient l’éducation musicale des enfants de la commune. En 1911, le conservatoire s’installe dans les locaux de l’ancienne École normale d’institutrices, rue des Francs-Maçons. Il devient une succursale du conservatoire de Paris en 1914, puis école nationale de musique en 1978.
L'établissement est labellisé conservatoire à rayonnement régional en 2005.

### Directeurs successifs
- Denis Joly - 1962 à 1976
- Francis-Paul Demillac - 1976 à 1983
- Jean Dekyndt - 1984 à 1996
- Yves Giraudon - 1996 à 2012
- Boris-Numa Damestoy - depuis 2012

## Le CRR aujourd’hui
Le conservatoire, et ses 90 enseignants, accueillent 1 100 élèves. L'établissement est actuellement dirigé par Boris-Numa Damestoy.
Depuis 2000, l'école associative de Solaure est sous convention pédagogique et est devenue une antenne du conservatoire.

### Diplômes délivrés
Le conservatoire décerne un certificat d'études musicales et un certificat d'études chorégraphiques, ainsi que les diplômes d’études chorégraphiques, musicales et théâtrales.

### Enseignement
Dans le domaine musical, le conservatoire délivre un enseignement concernant les cordes (violon, alto, violoncelle, contrebasse), les bois (flûtes, hautbois, basson, saxophone, clarinette), les cuivres (cor, trompette, trombone, tuba) ainsi que les instruments polyphoniques (piano, accordéon, guitare, harpe, orgue, percussions). Des classes de chant, d’écriture et de composition musicales, ainsi qu’un atelier consacré aux musiques actuelles. 
Les danses classique et contemporaine font partie de l’offre chorégraphique du conservatoire ainsi qu’un cursus d’art dramatique comprenant également une formation à l'expression scénique.

### Partenariats
Le conservatoire, en partenariat avec l’Éducation nationale, s’inscrit dans un cycle de classes à horaires aménagés. L’école primaire Fauriel et le collège Gambetta participent à ce programme,.